# Oblast' di Omsk
L'oblast' di Omsk (in russo Омская область?, Omskaja oblast') è un oblast' facente parte della Federazione Russa nella parte sudoccidentale della Siberia rientrante nella regione economica della Siberia occidentale. Confina con il Kazakistan a sud, con l'oblast' di Tjumen' a ovest e a nord, con l'oblast' di Novosibirsk a est e con l'oblast' di Tomsk a nord-est. Il centro amministrativo è la città di Omsk.

## Storia
La regione di Omsk fu formata per la prima volta nel 1822. Successivamente, i nomi e i confini della regione cambiarono più volte: oblast' del Kirghiz siberiano (dal 1854), oblast' di Akmola (dal 1868), oblast' di Omsk (dal 1918), gubernija di Omsk (dal 1920). La moderna oblast' di Omsk è stata costituita con decreto del Comitato esecutivo centrale della RSFS del 7 dicembre 1934.

## Geografia antropica

### Popolazione
L'oblast ha 1 832 064 abitanti (2023).
- Russi - 1.648.097 (85,8%)
- Kazaki - 78.303 (4,1%)
- Ucraini - 51.841 (2,7%)
- Tedesco-russi - 50.055 (2,6%)
- Tartari - 41.870 (2,2%)
- Bielorussi - 6051
- Armeni - 7300
- altro — 36 630
- Persone che non hanno indicato la nazionalità - 57.518

### Suddivisioni amministrative

#### Rajon
La oblast' di Omsk comprende 32 rajon (fra parentesi il capoluogo; sono indicati con un asterisco i capoluoghi non direttamente dipendenti dal rajon ma posti sotto la giurisdizione della oblast'):
- Azovskij nem. (Azovo)
- Bol'šerečenskij (Bol'šereč'e)
- Bol'šeukovskij (Bol'šie Uki)
- Čerlakskij (Čerlak)
- Gor'kovskij (Gor'kovskoe)
- Isil'kul'skij (Isil'kul'*)
- Kalačinskij (Kalačinsk*)
- Kolosovskij (Kolosovka)
- Kormilovskij (Kormilovka)
- Krutinskij (Krutinka)
- Ljubinskij (Ljubinskij)
- Mar'janovskij (Mar'janovka)
- Moskalenskij (Moskalenki)
- Muromcevskij (Muromcevo)
- Nazyvaevskij (Nazyvaevsk*)
- Nižneomskij (Nižnjaja Omka)

- Novovaršavskij (Novovaršavka)
- Odesskij (Odesskoe)
- Okonešnikovskij (Okonešnikovo)
- Omskij (Omsk*)
- Pavlogradskij (Pavlogradka)
- Poltavskij (Poltavka)
- Russko-Poljanskij (Russkaja Poljana)
- Sargatskij (Sargatskoe)
- Sedel'nikovskij (Sedel'nikovo)
- Šerbakul'skij (Šerbakul')
- Tarskij (Tara*)
- Tavričeskij (Tavričeskoe)
- Tevrizskij (Tevriz)
- Tjukalinskij (Tjukalinsk*)
- Ust'-Išimskij (Ust'-Išim)
- Znamenskij (Znamenskoe)

#### Città
I centri abitati della oblast' che hanno lo status di città (gorod) sono 6, tutte sottoposte alla giurisdizione della oblast' e costituenti pertanto una divisione amministrativa di secondo livello, pari a quella dei rajon:
- Isil'kul'
- Kalačinsk
- Nazyvaevsk
- Omsk
- Tara
- Tjukalinsk

#### Insediamenti di tipo urbano
I centri urbani con status di insediamento di tipo urbano sono 21 (in grassetto gli insediamenti di tipo urbano sotto la diretta giurisdizione della oblast', che costituiscono una divisione amministrativa di secondo livello):
- Bol'šegrivskoe
- Bol'šereč'e
- Čerlak
- Černolučinskij
- Gor'kovskoe
- Kormilovka
- Krasnyj Jar

- Krutinka
- Ljubinskij
- Mar'janovka
- Moskalenki
- Muromcevo
- Novovaršavka
- Okonešnikovo

- Pavlogradka
- Poltavka
- Russkaja Poljana
- Sargatskoe
- Šerbakul'
- Tavričeskoe
- Tevriz

## Geografia fisica
Il territorio della regione di Omsk si trova nella pianura della Siberia Occidentale e si estende per 600 km da sud a nord e per 300 km da ovest a est. Il punto più alto del territorio - 150,4 metri sul livello del mare - si trova nel distretto Tarskij. Il punto più basso - 41 metri s.l.m - si trova sulle rive dell'Irtyš nel distretto Ust'-Išimskij.
- Area: 139700 km²
- Confini:
  - interni: Oblast' di Tjumen' (O/N), Oblast' di Tomsk (E), Oblast' di Novosibirsk (E).
  - internazionali: Kazakistan (S)

### Fuso orario
L'Oblast' di Omsk si trova nel Fuso orario di Omsk (OMST/OMSST). La differenza rispetto all'UTC è di +0600 (OMST)/+0700 (OMSST).

### Fiumi
Il fiume principale della oblast' è l'Irtyš con i suoi affluenti Išim, Om', Oša e Tara. La lunghezza totale della rete fluviale nella regione supera i 19 000 km. Quasi tutti i fiumi si trovano nella parte settentrionale della riva destra dell'Irtyš e una piccola parte nella zona della steppa forestale del bacino dell'Om'. Nel sud la rete fluviale è praticamente assente.

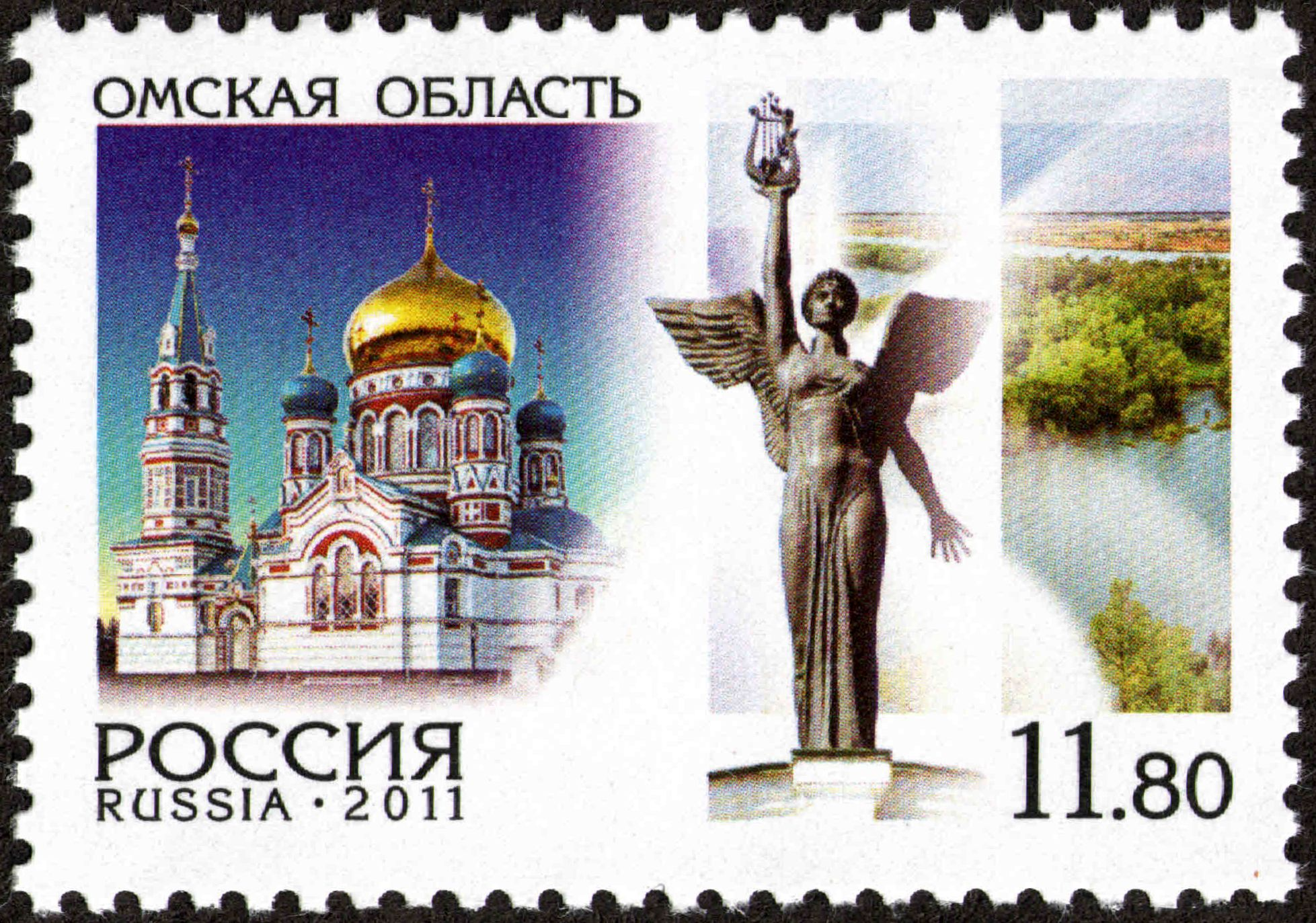
Francobollo del 2011: la cattedrale dell'Assunzione di Omsk, scultura "genio alato" sul frontone del teatro di Omsk e il fiume Irtyš.